# Padilla cornuta
Padilla cornuta är en spindelart som först beskrevs av Peckham, Peckham 1885.  Padilla cornuta ingår i släktet Padilla och familjen hoppspindlar. Inga underarter finns listade i Catalogue of Life.